# Saint-Georges-de-Mons
 Saint-Georges-de-Mons  là một xã ở tỉnh Puy-de-Dôme trong vùng Auvergne-Rhône-Alpes miền trung nước Pháp.